# Gešer (1996)
Gešer (hebrejsky גשר‎‎, doslova Most), oficiálně Gešer – Národní sociální hnutí (hebrejsky גשר – תנועה חברתית לאומית‎, Gešer – Tenu'a Chevratit le'umit), byla izraelská politická strana existující v letech 1996–2007.

## Historie
Strana vznikla poté, co David Levy a David Magen odešli 11. března 1996 z Likudu. Strana se podílela na sestavování koalic vedených Likudem a Stranou práce. Strana byla nakonec rozpuštěna, když se Levy vrátil do Likudu. Dne 25. prosince 2018 oznámila dcera Davida Levyho, Orly Levy, založení nové strany se stejným názvem.